# Cinéma du look
Cinéma du look war eine französische Filmbewegung in den 1980er Jahren, die sich durch ebenso auffallende wie nicht-naturalistische Handlungssettings auszeichnete. Filme der Bewegung taten sich durch einen Bruch mit den Traditionen der Nouvelle Vague und den bis dahin geltenden Traditionen des französischen Autorenkinos hervor. Die Stilbezeichnung Cinéma du look wurde vom französischen Filmkritiker Raphaël Bassan im Jahr 1989 in einem Text für die Zeitschrift La Revue du Cinéma geprägt. In Bassans ursprünglicher Theorieschöpfung ist der Begriff durchaus als abwertend zu verstehen.
Im Stil zeichneten sich Filme des Cinéma du look durch eine höchst künstliche Gestaltung von Kulissen und Handlungsorten aus, was durch intensive  Farb- und Lichteffekte noch verstärkt wurde. Dadurch entstand der Eindruck von Manierismus, Irrealität sowie Stilisiertheit der Orte, Figuren und Szenen. Den Regisseuren der Bewegung – zu nennen sind vor allem Jean-Jacques Beineix, Luc Besson und Leos Carax – wird angetragen, dass sie Stil vor Substanz und Spektakel vor Erzählung bevorzugten. Ihre Filme waren „technisch brillant“, jedoch „an (Sozial-)Realismus oder aber auch an psychologischer Ausdeutung der Handlungsräume desinteressiert“.
Im Fokus der Filme standen junge entfremdete Charaktere am gesellschaftlichen Rand französischer Jugend in der Zeit der Staatspräsidentschaft von François Mitterrand. Themen, die sich durch viele Filme zogen, waren zum Scheitern verurteilte Liebesaffären, meist Gruppen von Jugendlichen statt Familien, eine zynische Sicht auf die Polizei und die Nutzung der Métro Paris als Symbol der Untergrundgesellschaft. Die Mise en Scène, die Kulissen und Inszenierungen des Cinéma du look dienten dazu, „romantische Liebesgeschichten, phantastische Geschehnisse, Parabelhaftes einzukleiden“. Auffällig sind die Parallelen zu den „glatten“ Ästhetiken von Werbung und Musikvideos, aber auch zu Cartoons und Computerspielen. Der Mix von Hochkultur (etwa die opernhafte Musik in Beineix’ Diva und Carax’ Die Liebenden von Pont-Neuf) und Popkultur (z. B. die Referenzen zu Batman in Bessons Subway) war ein wichtiges Merkmal der Filmbewegung. Das „Desinteresse an Realität, ihr offener Scheinwelt-Charakter und die offensichtlich anspielenden Qualitäten“ weisen das Cinéma du look als ursprünglich postmodernes oder sogar „neobarockes“ Kino aus.
Schlüsselfilme der Bewegung, neben den genannten, waren Betty Blue – 37,2 Grad am Morgen (1986), Die Nacht ist jung (1986), Im Rausch der Tiefe (1988) sowie Nikita (1990). Die französischen Filmemacher wurden inspiriert von New-Hollywood-Filmen (vor allem Francis Ford Coppolas Einer mit Herz und Rumble Fish), späten Fassbinder-Filmen, TV-Werbespots, Musik-Videos und Modefotografie. Auch der Poetische Realismus des französischen Kinos der 1930er und 40er gilt als Vorläufer zum Cinéma du look.
Spätere Filme wie Jean-Pierre Jeunets Delicatessen (1991) und Marc Caros Die Stadt der verlorenen Kinder (1995) ebenso wie Werke von Christophe Gans und Gaspar Noé zeigen sich stark vom Stil des Cinéma du look inspiriert. Auch Julia Ducournaus Titane von 2021 folgt den Ästhetiken der Filmbewegung.